# Cypholophus
Cypholophus är ett släkte av nässelväxter. Cypholophus ingår i familjen nässelväxter.

## Dottertaxa tillCypholophus, i alfabetisk ordning[1]
- Cypholophus anisoneurus
- Cypholophus brunneolus
- Cypholophus chamaephyton
- Cypholophus coeruleus
- Cypholophus decipiens
- Cypholophus englerianus
- Cypholophus friesianus
- Cypholophus gjellerupii
- Cypholophus integer
- Cypholophus kerewensis
- Cypholophus latifolius
- Cypholophus ledermannii
- Cypholophus lutescens
- Cypholophus macrocephalus
- Cypholophus melanocarpoides
- Cypholophus melanocarpus
- Cypholophus microphyllus
- Cypholophus moluccanus
- Cypholophus montanus
- Cypholophus nummularis
- Cypholophus pachycarpus
- Cypholophus patens
- Cypholophus prostratus
- Cypholophus pulleanus
- Cypholophus radicans
- Cypholophus reticulatus
- Cypholophus rotundifolius
- Cypholophus rudis
- Cypholophus stipulatus
- Cypholophus trapula
- Cypholophus treubii
- Cypholophus vaccinioides
- Cypholophus warburgianus
- Cypholophus velutinus
- Cypholophus vestitus